# マット・ランプソン
マット・ランプソン（Matt Lampson、1989年9月6日 - ）は、アメリカ合衆国出身の元サッカー選手。現役時代のポジションはGK。

## クラブ経歴
2011年12月15日、かつてユース時代を過ごしたコロンバス・クルーと、クラブ史上二人目となるホームグロウンプレーヤー契約を締結した。
2015年、USLのピッツバーグ・リバーハウンズSCにレンタル移籍。同シーズン中にはシャーロット・インディペンデンスにもレンタル移籍した。
2015年12月7日、 コロンバス・クルーはランプソンとの契約を更新しないことを発表した。
2016年2月26日、シカゴ・ファイアーFCに加入。
2018年1月19日、ミネソタ・ユナイテッドFCに移籍。シーズン終了後、ミネソタを退団。
2018年12月20日、MLSリ・エントリードラフトの2巡目でロサンゼルス・ギャラクシーに指名された。
2019年12月12日、古巣コロンバス・クルーにフリーで加入。